# Военный энциклопедический лексикон
«Военный энциклопедический лексикон, издаваемый обществом военных и литераторов и посвящённый Его Императорскому Высочеству Наследнику Цесаревичу и Великому Князю Александру Николаевичу» — отраслевая российская энциклопедия первой половины XIX века (1837—1850) из 14 основных томов и одного дополнительного (1852) под редакцией барона Логгина Зедделера, посвящённая цесаревичу Александру Николаевичу, будущему царю Александру II.
Вторая по счёту русская военная энциклопедия после двухтомного «Военного словаря» С. А. Тучкова (1818).

## История издания
«Военный энциклопедический лексикон» издавался с 1837 по 1850 год и насчитывает 14 основных томов и один дополнительный (вышел в 1852 году). Этот огромный труд обязан своим появлением энергии и настойчивости его редактора барона Л. И. Зедделера.
Несмотря на довольно холодный приём военными кругами первых выпусков «Лексикона», выходившего небольшими книгами (известно, что первая часть состояла из четырёх отдельных книжек) через значительные промежутки времени и стоившего в продаже весьма немалых денег, Зедделер настойчиво занимался его изданием, вложив, помимо личного труда, и значительную часть своего состояния, и за 13 лет довёл его до завершения.
В «Военный лексикон» был включён ряд сведений, весьма отдалённо связанных с военным делом, что объяснялось низким образовательным уровнем армейского офицерства времён императора Николая I и трудностью пополнения общего образования при глухих стоянках и постоянном передвижении полков с места на место. Связано это также с тем, что Зедделер за 2 года до начала своего издания вошёл в число авторов впоследствии незаконченного Энциклопедического лексикона и привлёк к работе над своим изданием авторов из этого издания, пришедших к нему с теми же статьями; не относящиеся к военной тематике статьи часто принимались, хотя и со значительным сокращением.
Барону Зедделеру удалось привлечь к составлению «Военного лексикона» наиболее выдающихся военных и учёных Николаевского времени, среди которых особо выделяются В. М. Аничков, К. Ф. Багговут, М. И. Богданович, К. М. Базили, А. В. Висковатов, Н. С. Голицын, А. Н. Греч, Д. А. Милютин, А. И. Михайловский-Данилевский, П. И. Рикорд и другие.
Из отделов «Военного лексикона» наиболее полным и наиболее тщательно составленным является военно-исторический отдел; слабее всего выглядит отдел военной техники, что вполне соответствует тогдашнему её состоянию.
«Военный лексикон» построен в алфавитном порядке статей; к некоторым томам сделано особое «Прибавление», включающее в себя статьи, пропущенные по разным причинам в предыдущих томах.

### Обновления
В связи с долгим изданием «Военного лексикона» и достаточно быстрым устареванием имевшихся в нём сведений, в 1852 году был выпущен дополнительный том под названием «Прибавление к Военному энциклопедическому лексикону». Кроме того, в 1852—1858 годах было осуществлено второе исправленное издание под общим руководством М. И. Богдановича.
По представлению генерал-лейтенанта, барона Н. В. Медема, второму изданию «Военного лексикона» Академией наук была присуждена полная Демидовская премия.
В 1880-х годов Военное министерство сочло своевременным переработать «Лексикон» как сильно устаревший в важнейших, тактической и технической, частях. Данная работа была поручена большому коллективу сотрудников, во главе которого стоял Г. А. Леер. Первый том нового издания, носившего название «Энциклопедия военных и морских наук» вышел в 1883 году, последний — в 1895 году. Всего издание насчитывало восемь весьма объёмистых томов.

## Содержание «Военного лексикона»

### Первое издание
- Часть 1. СПб., 1837. Аар — Афонская гора.
- Часть 2. СПб., 1838. Ба — Бюрней.
- Часть 3. СПб., 1839. Вавилонское царство — Вячеславы. Прибавление.
- Часть 4. СПб., 1840. Гаага — Деволан. Прибавление.
- Часть 5. СПб., 1841. Деволюционная война — Зенобия. Прибавление.
- Часть 6. СПб., 1842. Зента — Карманьола. Прибавление.
- Часть 7. СПб., 1843. Карно — Кюстрин. Прибавление.
- Часть 8. СПб., 1844. Лабиан — Мену. Прибавление.
- Часть 9. СПб., 1845. Меншиков — Нюжан. Прибавление.
- Часть 10. СПб., 1846. Оазы (Оазис) — Понятовский. Прибавление.
- Часть 11. СПб., 1847. Порох — Сакен. Прибавление.
- Часть 12. СПб., 1848. Саксония — Трубецкой.
- Часть 13. СПб., 1849. Труд — Шведские войны.
- Часть 14. СПб., 1850. Шведские могилы — Өукидид. Прибавление.
- Прибавление. Войны: Австро-Итальянская, Баденская, Венгерская и Шлезвиг-Голштейнская. СПб., 1852.

### Второе издание
- Том I. СПб., 1852. Аар — Афонская гора.
- Том II. СПб., 1853. Ба — Бюрней.
- Том III. СПб., 1853. Вавилонское царство — Вячеслав Владимирович.
- Том IV. СПб., 1853. Гаага — Деволан.
- Том V. СПб., 1854. Деволюционная война — Зюнгария.
- Том VI. СПб., 1854. И, основатель Киданьского царства — Карманьола.
- Том VII. СПб., 1855. Карно — Лазарь, царь Сербии.
- Том VIII. СПб., 1855. Лайбах — Михайловское.
- Том IX. СПб., 1855. Михаилы, князья — Ориентир-буссоль.
- Том X. СПб., 1856. Орифламма — Прусско-российско-французская война 1806 и 1807 годов.
- Том XI. СПб., 1856. Прутский поход — Сардес.
- Том XII. СПб., 1857. Сардиния — Трубецкой.
- Том XIII. СПб., 1857. Труд — Цюры.
- Том XIV. СПб., 1858. Чаборий — Өукидид.